# Lupce Acevski
Lupce Acevski (* 14. listopadu 1977) je bývalý australský fotbalový brankář makedonského původu, který naposledy působil v australském Hume City FC.
V letech 2007–2008 působil v Baníku Most, kde odchytal sedm zápasů. Lupce přišel do Mostu, aby zaujal místo po Martinu Vaniakovi, který odešel od pražské Slavie.